# روبرت إس. ستيفنز
روبرت إس. ستيفنز (بالإنجليزية: Robert S. Stevens) هو محامي وقاضي وسياسي أمريكي، ولد في 1916 بسولت ليك في الولايات المتحدة، وتوفي في 9 سبتمبر 2000 في الولايات المتحدة. حزبياً، نشط في الحزب الجمهوري. وقد انتخب عضو مجلس ولاية كاليفورنيا وانتخب عضو جمعية ولاية كاليفورنيا.